# Развєття
Развєття (рос. Разветье) — село в Желєзногорському районі Курської області Російської Федерації.
Населення становить 439 осіб. Входить до складу муніципального утворення Разветьєвська сільрада.

## Історія
Населений пункт розташований на території українського етнічного та культурного краю Східна Слобожанщина.
Від 2004 року входить до складу муніципального утворення Разветьєвська сільрада.

## Населення
| 1853 | 1866 | 1877 | 1897  | 1926  | 1979  | 2002 |
| ---- | ---- | ---- | ----- | ----- | ----- | ---- |
| 955  | ↘886 | ↗979 | ↗1484 | ↘1100 | ↗1150 | ↘437 |
| 2010 |      |      |       |       |       |      |
| ↗439 |      |      |       |       |       |      |